# Sophie-Caroline de Brandebourg-Culmbach
Sophie Caroline de Brandebourg-Culmbach (31 mars 1705 – 7 juin 1764) est une noble, princesse consort de Frise orientale en tant qu'épouse du prince Georges-Albert (1690-1734).

## Biographie
Elle était une fille de Christian-Henri de Brandebourg-Culmbach et son épouse, Sophie-Christiane de Wolfstein. Elle a été mariée en 1723 avec le prince Georges-Albert de Frise orientale.
En 1734, elle est devenue veuve, et en 1735, elle a été invitée au Danemark par le roi Christian VI, qui avait épousé sa sœur, Sophie-Madeleine de Brandebourg-Culmbach. Elle a vécu de façon permanente à la cour danoise de 1740 jusqu'à sa mort. Elle a été décrite comme une charmante beauté, et sa sœur, la reine, a été dit d'être jalouse d'elle. Il a été largement cru, qu'elle et son beau-frère le roi, ont eu une liaison, mais cela n'a jamais été confirmé. En 1766, ces rumeurs ont conduit à ce qu'une femme, Anna Sophie-Madeleine Frederikke Ulrikke, a exigé une pension, revendiquant d'être la fille de Sophie Caroline et Christian.